# درون‌پویی متعالی

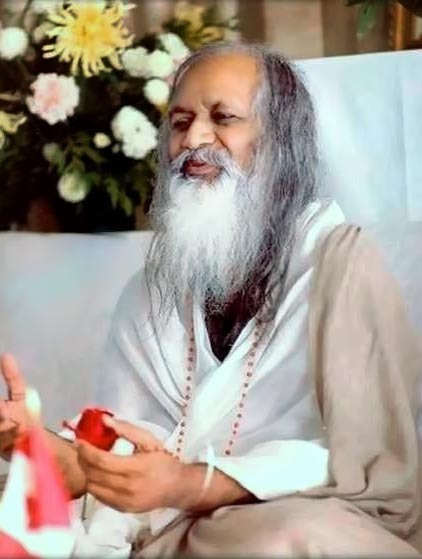
ماهاریشی ماهش یوگی در سال ۱۹۷۸

درون‌پویی متعالی یا مدیتیشن متعالی (به انگلیسی: Transcendental Meditation، با اختصارِ TM)، که به‌اختصار به تی‌ام نیز معروف است، نوعی تکنیک خاص مدیتیشن مانترای آرام است. این تکنیک در هندوستان در اواسط دههٔ ۱۹۵۰ میلادی توسط ماهاریشی ماهش یوگی (۱۹۱۸–۲۰۰۸) معرفی شد.
ماهاریشی در تورهای جهانیِ خود، که بین سال‌های ۱۹۵۸ تا ۱۹۶۵ برگزار کرد، هزار نفر را آموزش داد. تی‌ام در سال‌های ۱۹۶۰ تا ۱۹۷۰، به محبوبیت فراوانی دست یافت و روش‌های مراقبهٔ ماهاریشی بین افراد مشهور نیز رواج یافت.
سه تکنیک رایج مدیتیشن در بسیاری از کشورها عبارت است از «درون‌پویی متعالی»، «درون‌پویی تنفسی»، و «درون‌پویی تمرکزی»:
- در «درون‌پویی متعالی»، فرد، یک کلمه یا صوت ساده را -که مانترا نامیده می‌شود- در طول زمانِ درون‌پویی با خود تکرار می‌کند تا افکار خود را متمرکز کند و به حالت آرامش برسد.
- در «درون‌پویی تنفسی»، تمرکز بر فرایند دَم و بازدم برای کمک به روشن شدن ذهن است.
- در «درون‌پویی تمرکزی»، تمرکز بر روی زمان حال و قدردانی از افکاری است که به سطح می‌آیند، همراه با مشاهدهٔ آن‌ها بدون قضاوت.

## اثرات
درون‌پویی متعالی در سال ۱۹۶۰ هنگامی که ماهاریشی ماهش یوگی آن را به آمریکا برد، عمومی شد. در این زمان، گزارش‌هایی از یوگی‌ها و استادان مدیتیشن هندی که قادر به دگرگونی در حالات آگاهی و کنترل اعمال بدن مانند فشار خون بودند، به غرب رسید. این موارد جرقه‌هایی برای محققان غربی و کسانی که بر روی روش‌های سلامتی کار می‌کردند - و عده زیادی از مردم - برای شروع تحقیقات دربارهٔ عامل نهانی افزایش سلامتی این تکنیک‌های قدیمی شد. در سال ۱۹۷۵ هنگامی که هربرت بنسن (Herbert Benson)، یکی از پزشکان پرآوازه دانشگاه هاروارد، کتاب مشهور خود به نام «پاسخ آرمیدگی» (Relaxation Response) را منتشر کرد، اعتماد به این تکنیک‌ها بیشتر شد. این کتاب نشان می‌داد که مدیتیشن چگونه توانسته به درمان فشارخون بالا، دردهای مزمن، بی‌خوابی و بسیاری از بیماری‌های جسمی کمک کند. و موجب شادی روان می‌شود امروزه مدیتیشن به عنوان یک درمان کمکی برای کاهش درد و کنترل استرس پذیرفته شده‌است و در بسیاری از بیمارستان‌ها و مراکز درمانی در سراسر آمریکا آموزش داده شده، با بیماران تمرین می‌شود. مدیتیشن همچنین بخشی از سایر تکنیک‌های ذهن- بدن مانند یوگا، چی گونگ و تایچی می‌باشد که در سال‌های اخیر در آمریکا محبوبیت پیدا کرده‌اند.